# Закатекас (град)
Закатекас (шп. Zacatecas) насеље је у Мексику у савезној држави Закатекас у општини Закатекас. Насеље се налази на надморској висини од 2426 м.

## Становништво
Према подацима из 2010. године у насељу је живело 129011 становника.

### Хронологија
| Година       | 2000                   | 2005                   | 2010                   |
| ------------ | ---------------------- | ---------------------- | ---------------------- |
| Становништво | 113947 (54285 / 59662) | 122889 (58455 / 64434) | 129011 (61655 / 67356) |

### Попис
| \| \| м \| \| \| ж \| \| 0—2 \| 3.359 \| \| \| 3.129 \| \| 3—5 \| 3.456 \| \| \| 3.404 \| \| 6—11 \| 7.150 \| \| \| 6.842 \| \| 12—14 \| 3.305 \| \| \| 3.280 \| \| 15—17 \| 3.495 \| \| \| 3.455 \| \| 18—24 \| 8.325 \| \| \| 8.642 \| \| 60+ \| 4.893 \| \| \| 6.224 \| \| Просек : \| 29,3 \| \| \| 31,0 \| |       |  |  |       |
| |       |  |  |       |
| | м     |  |  | ж     |
| 0—2 | 3.359 |  |  | 3.129 |
| 3—5 | 3.456 |  |  | 3.404 |
| 6—11 | 7.150 |  |  | 6.842 |
| 12—14 | 3.305 |  |  | 3.280 |
| 15—17 | 3.495 |  |  | 3.455 |
| 18—24 | 8.325 |  |  | 8.642 |
| 60+ | 4.893 |  |  | 6.224 |
| Просек : | 29,3  |  |  | 31,0  |

| #   | Индикатор                                                                                        | Вредност |
| --- | ------------------------------------------------------------------------------------------------ | -------- |
| 1   | Становништво од 0 до 2 године                                                                    | 6488     |
| 2   | Мушко становништво од 0 до 2 године                                                              | 3359     |
| 3   | Женско становништво од 0 до 2 године                                                             | 3129     |
| 4   | Становништво са 3 и више година                                                                  | 119980   |
| 5   | Мушко становништво са 3 и више година                                                            | 57022    |
| 6   | Женско становништво са 3 и више година                                                           | 62958    |
| 7   | Становништво са 5 и више година                                                                  | 115407   |
| 8   | Мушко становништво са 5 и више година                                                            | 54759    |
| 9   | Женско становништво са 5 и више година                                                           | 60648    |
| 10  | Становништво са 12 и више година                                                                 | 99128    |
| 11  | Мушко становништво са 12 и више година                                                           | 46416    |
| 12  | Женско становништво са 12 и више година                                                          | 52712    |
| 13  | Становништво са 15 и више година                                                                 | 92543    |
| 14  | Мушко становништво са 15 и више година                                                           | 43111    |
| 15  | Женско становништво са 15 и више година                                                          | 49432    |
| 16  | Становништво са 18 и више година                                                                 | 85593    |
| 17  | Мушко становништво са 18 и више година                                                           | 39616    |
| 18  | Женско становништво са 18 и више година                                                          | 45977    |
| 19  | Становништво од 3 до 5 година                                                                    | 6860     |
| 20  | Мушко становништво од 3 до 5 година                                                              | 3456     |
| 21  | Женско становништво од 3 до 5 година                                                             | 3404     |
| 22  | Становништво од 6 до 11 година                                                                   | 13992    |
| 23  | Мушко становништво од 6 до 11 година                                                             | 7150     |
| 24  | Женско становништво од 6 до 11 година                                                            | 6842     |
| 25  | Становништво од 8 до 14 година                                                                   | 16046    |
| 26  | Мушко становништво од 8 до 14 година                                                             | 8113     |
| 27  | Женско становништво од 8 до 14 година                                                            | 7933     |
| 28  | Становништво од 12 до 14 година                                                                  | 6585     |
| 29  | Мушко становништво од 12 до 14 година                                                            | 3305     |
| 30  | Женско становништво од 12 до 14 година                                                           | 3280     |
| 31  | Становништво од 15 до 17 година                                                                  | 6950     |
| 32  | Мушко становништво од 15 до 17 година                                                            | 3495     |
| 33  | Женско становништво од 15 до 17 година                                                           | 3455     |
| 34  | Становништво од 18 до 24 године                                                                  | 16967    |
| 35  | Мушко становништво од 18 до 24 године                                                            | 8325     |
| 36  | Женско становништво од 18 до 24 године                                                           | 8642     |
| 37  | Женско становништво од 15 до 49 година                                                           | 36949    |
| 38  | Становништво са 60 и више година                                                                 | 11117    |
| 39  | Мушко становништво са 60 и више година                                                           | 4893     |
| 40  | Женско становништво са 60 и више година                                                          | 6224     |
| 41  | Однос између мушкараца и жена                                                                    | 91.54    |
| 42  | Становништво од нуле до 14 година                                                                | 33925    |
| 43  | Становништво од 15 до 64 године                                                                  | 85302    |
| 44  | Становништво од 65 година и више                                                                 | 7241     |
| 45  | Просечан број деце                                                                               | 2.15     |
| 46  | Становништво рођено у ентитету                                                                   | 111694   |
| 47  | Мушко становништво рођено у ентитету                                                             | 53187    |
| 48  | Женско становништво рођено у ентитету                                                            | 58507    |
| 49  | Становништво рођено у другом ентитету                                                            | 13657    |
| 50  | Мушко становништво рођено у другом ентитету                                                      | 6639     |
| 51  | Женско становништво рођено у другом ентитету                                                     | 7018     |
| 52  | Становништво од 5 година и више резидентно у ентитету у јуну 2005. године                        | 110593   |
| 53  | Мушко становништво старосног доба од 5 година и више, резидентно у ентитету у јуну 2005. године  | 52171    |
| 54  | Женско становништво старосног доба од 5 и више година, резидентно у ентитету у јуну 2005. године | 58422    |
| 55  | Становништво од 5 година и више које је живело у другом ентитету у јуну 2005. године             | 3282     |
| 56  | Мушко становништво старије од 5 година које је живело у другом ентитету у јуну 2005. године      | 1697     |
| 57  | Женско становништво старије од 5 година које је живело у другом ентитету у јуну 2005. године     | 1585     |
| 58  | Становништво од 3 године и више које говори аутохтони језик                                      | 526      |
| 59  | Мушко становништво старо 3 године и више које говори аутохтони језик                             | 287      |
| 60  | Женско становништво старо 3 године и више које говори аутохтони језик                            | 239      |
| 61  | Становништво од 3 године и више које говори аутохтони језик и не говори шпански језик            | 2        |
| 62  | Мушко становништво старо 3 године и више које говори аутохтони језик и не говори шпански         | 1        |
| 63  | Женско становништво старо 3 године и више које говори аутохтони језик и не говори шпански језик  | 1        |
| 64  | Становништво старо 3 године и више које говори аутохтони језик и шпански                         | 262      |
| 65  | Мушко становништво старо 3 године и више које говори аутохтони језик и шпански                   | 136      |
| 66  | Женско становништво старо 3 године и више које говори аутохтони језик и шпански                  | 126      |
| 67  | Становништво од 5 година и више које говори аутохтони језик                                      | 509      |
| 68  | Становништво од 5 година и више које говори аутохтони језик и не говори шпански језик            | 2        |
| 69  | Становништво од 5 година и више које говори аутохтони језик и говори шпански језик               | 255      |
| 70  | Становништво у домородачким домаћинствима                                                        | 1118     |
| 71  | Становништво са ограничењима у активностима                                                      | 4555     |
| 72  | Становништво са ограниченим ходањем или кретањем, горе или доле                                  | 2638     |
| 73  | Становници са ограничењима вида, чак и уз кориштење сочива                                       | 1213     |
| 74  | Становништво са ограничењима говора, комуникације или конверзације                               | 329      |
| 75  | Становништво са ограниченим слухом                                                               | 434      |
| 76  | Становништво са ограничењима при одевању, купању или јелу                                        | 233      |
| 77  | Становништво са ограничењима у опажању или учењу једноставних ствари                             | 231      |
| 78  | Становништво са менталним ограничењима                                                           | 513      |
| 79  | Становништво без ограничења активности                                                           | 121251   |
| 80  | Становништво од 3 до 5 година које не похађа школу                                               | 2279     |
| 81  | Мушко становништво од 3 до 5 година које не похађа школу                                         | 1156     |
| 82  | Женско становништво од 3 до 5 година које не похађа школу                                        | 1123     |
| 83  | Становништво од 6 до 11 година које не похађа школу                                              | 244      |
| 84  | Мушко становништво од 6 до 11 година које не похађа школу                                        | 132      |
| 85  | Женско становништво од 6 до 11 година које не похађа школу                                       | 112      |
| 86  | Становништво од 12 до 14 година које не похађа школу                                             | 412      |
| 87  | Мушко становништво од 12 до 14 година које не похађа школу                                       | 221      |
| 88  | Женско становништво од 12 до 14 година које не похађа школу                                      | 191      |
| 89  | Становништво од 15 до 17 година похађа школу                                                     | 5210     |
| 90  | Мушко становништво од 15 до 17 година похађа школу                                               | 2555     |
| 91  | Женско становништво између 15 и 17 година живота у школи                                         | 2655     |
| 92  | Становништво од 18 до 24 године похађа школу                                                     | 7901     |
| 93  | Мушко становништво од 18 до 24 године похађа школу                                               | 3837     |
| 94  | Женско становништво од 18 до 24 године похађа школу                                              | 4064     |
| 95  | Становништво од 8 до 14 година које не може да чита и пише                                       | 152      |
| 96  | Мушко становништво старосног доба од 8 до 14 година које не може да чита и пише                  | 105      |
| 97  | Женско становништво старосног доби од 8 до 14 година које не може да чита и пише                 | 47       |
| 98  | Становништво од 15 година и више које је неписмено                                               | 1747     |
| 99  | Мушко становништво од 15 година и више које је неписмено                                         | 608      |
| 100 | Женско становништво од 15 година и више које је неписмено                                        | 1139     |
| 101 | Становништво старо 15 и више година без школовања                                                | 2409     |
| 102 | Мушко становништво старо 15 и више година без школовања                                          | 985      |
| 103 | Женско становништво старо 15 и више година без школовања                                         | 1424     |
| 104 | Становништво старосног доба 15 и више година са непотпуним основним образовањем                  | 7013     |
| 105 | Мушко становништво старосног доба од 15 година и више са непотпуном основним образовањем         | 3123     |
| 106 | Женско становништво старосног доба 15 и више година са непотпуном основним образовањем           | 3890     |
| 107 | Становништво старо 15 и више година са комплетним основним образовањем                           | 11359    |
| 108 | Мушко становништво старо 15 година и више са комплетним основним образовањем                     | 5290     |
| 109 | Женско становништво старо 15 и више година са комплетним основним образовањем                    | 6069     |
| 110 | Становништво старосног доба 15 и више година са непотпуним средњим образовањем                   | 4896     |
| 111 | Мушко становништво старосног доба од 15 година и више са непотпуним средњим образовањем          | 2699     |
| 112 | Женско становништво старосног доба од 15 година и више са непотпуним средњим образовањем         | 2197     |
| 113 | Становништво старо 15 и више година са пуним секундарном образовањем                             | 16340    |
| 114 | Мушко становништво старосног доба од 15 година и више са пуним секундарном образовањем           | 7963     |
| 115 | Женско становништво старосног доба од 15 година и више са пуним секундарном образовањем          | 8377     |
| 116 | Становништво старије од 18 година са постосновним образовањем                                    | 46228    |
| 117 | Мушко становништво старије од 18 година са постосновним образовањем                              | 21410    |
| 118 | Женско становништво старије од 18 година са постосновним образовањем                             | 24818    |
| 119 | Просечна оцена школовања                                                                         | 10.75    |
| 120 | Просечан ниво образовања мушке популације                                                        | 10.8     |
| 121 | Просечан ниво образовања женског становништва                                                    | 10.71    |
| 122 | Економски активно становништво                                                                   | 54370    |
| 123 | Економски активна мушка популација                                                               | 32719    |
| 124 | Економски активна женска популација                                                              | 21651    |
| 125 | Становништво које није економски активно                                                         | 44460    |
| 126 | Мушко становништво које није економски активно                                                   | 13540    |
| 127 | Женско становништво које није економски активно                                                  | 30920    |
| 128 | Запослено становништво                                                                           | 52246    |
| 129 | Запослено мушко становништво                                                                     | 31131    |
| 130 | Запослено женско становништво                                                                    | 21115    |
| 131 | Незапослена популација                                                                           | 2124     |
| 132 | Незапослена мушка популација                                                                     | 1588     |
| 133 | Незапослена женска популација                                                                    | 536      |
| 134 | Становништво без права на здравствене услуге                                                     | 28381    |
| 135 | Становништво које има право на здравствене услуге                                                | 97853    |
| 136 | Становништво које има право на ИМСС                                                              | 67141    |
| 137 | Становништво које има право на социјално осигурање                                               | 19160    |
| 138 | Становништво које има право на државно социјално осигурање                                       | 726      |
| 139 | Становништво које има право на опште осигурање или здравствено осигурање за нову генерацију      | 12281    |
| 140 | Становништво које је било једном или није било у браку током 12 година и више                    | 36555    |
| 141 | Венчано или уједињено становништво од 12 година и више                                           | 52739    |
| 142 | Становништво које је било у браку или уједињено 12 година и више                                 | 9608     |
| 143 | Становништво са католичком религијом                                                             | 117505   |
| 144 | Протестанти, еванђелисти и библијски следбеници различити од еванђелиста                         | 5539     |
| 145 | Становништво са другим религијама различитим од претходних                                       | 82       |
| 146 | Становништво без религије                                                                        | 2617     |
| 147 | Укупно пописаних домаћинства                                                                     | 33187    |
| 148 | Пописна домаћинства на челу са мушкарцима                                                        | 23908    |
| 149 | Пописна домаћинства на челу са женама                                                            | 9279     |
| 150 | Становништво у пописним домаћинствима                                                            | 126350   |
| 151 | Становништво у пописним домаћинствима на челу са мушкарцима                                      | 95950    |
| 152 | Становништво у пописним домаћинствима на челу са женама                                          | 30400    |
| 153 | Укупно домаћинстава                                                                              | 42704    |
| 154 | Укупно насељених домаћинстава                                                                    | 34040    |
| 155 | Укупно приватних кућа                                                                            | 41851    |
| 156 | Насељени приватни домови                                                                         | 33187    |
| 157 | Укупно насељених приватних кућа                                                                  | 34027    |
| 158 | Ненасељене приватне куће                                                                         | 5683     |
| 159 | Појединачна домаћинства за привремену употребу                                                   | 2981     |
| 160 | Становници у насељеним приватним кућама                                                          | 126350   |
| 161 | Насељеност станара у приватним становима                                                         | 3.81     |
| 162 | Просечно становника по соби у приватним насељеним домаћинствима                                  | 0.8      |
| 163 | Појединачна домаћинства са подовима од различитих материјала од земље                            | 32736    |
| 164 | Појединачна домаћинства у приземљу                                                               | 338      |
| 165 | Појединачна домаћинства са једном спаваћом собом                                                 | 6557     |
| 166 | Појединачна домаћинства са две спаваће собе и више                                               | 26528    |
| 167 | Појединачна домаћинства са једним собом                                                          | 685      |
| 168 | Појединачна домаћинства са две собе                                                              | 2219     |
| 169 | Појединачна домаћинства са 3 собе и више                                                         | 30163    |
| 170 | Појединачна домаћинства која имају електрично светло                                             | 32973    |
| 171 | Појединачна домаћинства која немају електрично светло                                            | 159      |
| 172 | Појединачна домаћинства која имају водоводну воду у стамбеном простору                           | 32542    |
| 173 | Појединачна домаћинства која немају водоводну воду у стамбеном простору                          | 533      |
| 174 | Појединачна домаћинства која имају тоалет                                                        | 32886    |
| 175 | Појединачна домаћинства која имају канализацију                                                  | 32829    |
| 176 | Појединачна домаћинства која немају канализацију                                                 | 218      |
| 177 | Појединачна домаћинства која имају електрично светло, довод воде из јавне мреже и канализацију   | 32391    |
| 178 | Појединачна домаћинства без икаквих услова                                                       | 78       |
| 179 | Појединачна домаћинства која имају радио                                                         | 29844    |
| 180 | Појединачна домаћинства која имају телевизор                                                     | 32670    |
| 181 | Појединачна домаћинства која имају фрижидер                                                      | 31000    |
| 182 | Појединачна домаћинства која имају машину за веш                                                 | 29319    |
| 183 | Појединачна домаћинства која имају аутомобил или комби                                           | 21303    |
| 184 | Појединачна домаћинства која имају рачунар                                                       | 16887    |
| 185 | Појединачна домаћинства која имају фиксну телефонску линију                                      | 19724    |
| 186 | Појединачна домаћинства која имају мобилни телефон                                               | 26869    |
| 187 | Појединачна домаћинства која имају приступ интернету                                             | 12733    |
| 188 | Величина локације                                                                                | 11       |

## Партнерски градови
- Малага
- Азуса (Калифорнија)
- Ел Пасо
- Алахабад
- Норвок
- Hanover Township
- Линвуд